# Ap Sok

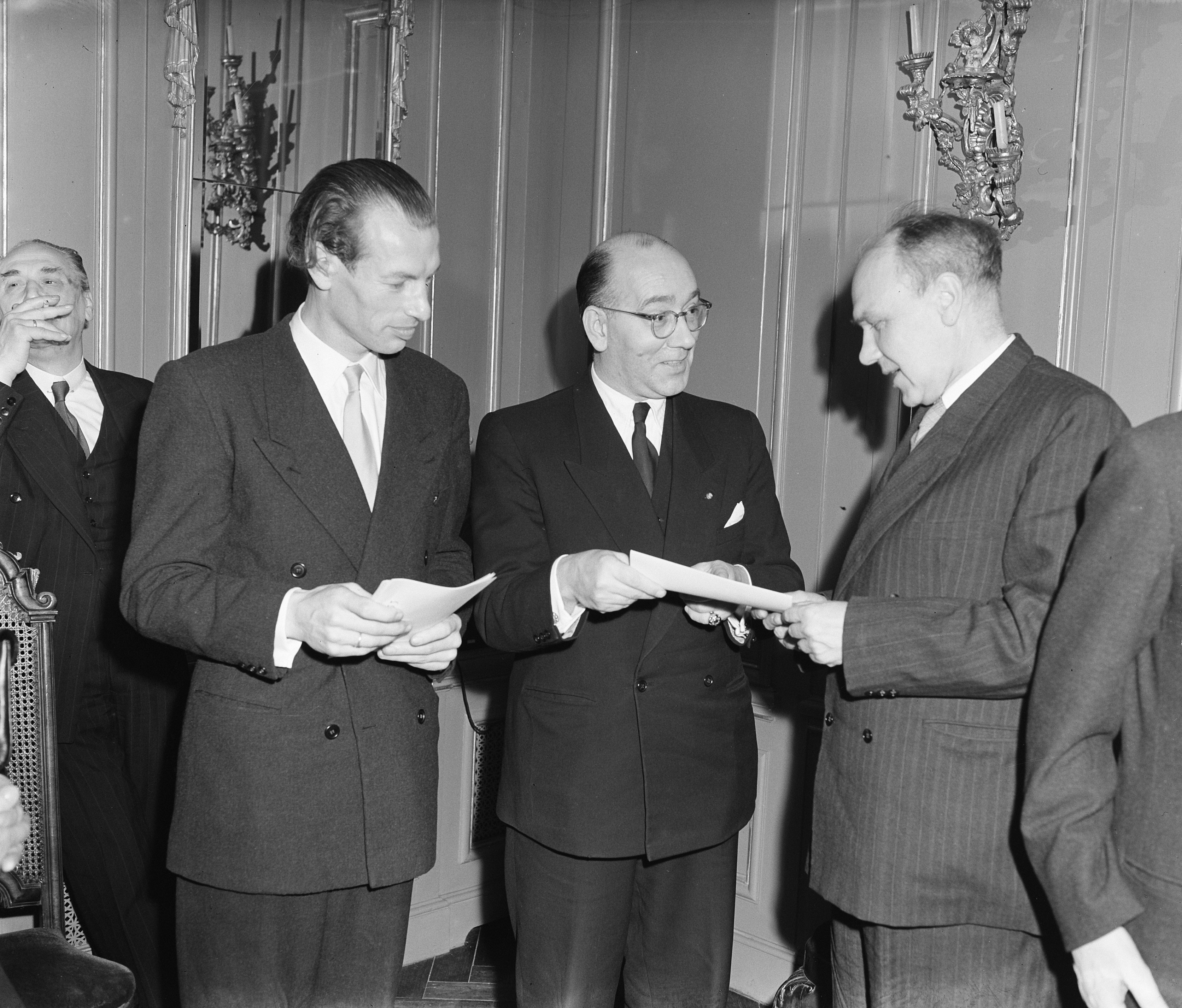
Ap Sok (l.) tijdens de uitreiking prijs van de Stichting Kunstenaarsverzet

Albertus Marie (Ap) Sok (Amsterdam, 14 januari 1917 - Voorburg, 29 april 2004) was een Nederlands graficus en illustrator. Naast werk in opdracht maakte hij ook kakemono’s, Japans voor lengteschilderingen, welke in diverse nationale en internationale collecties zijn opgenomen. Sok gaf les aan de Rietveld Academie in Amsterdam en was daar de oprichter van de afdeling grafiek. Hij maakte samen met Wim Noordhoek, Enno Brokke en Jan Gregoor deel uit van de kern van de Cuijkse Groep, een groep kunstenaars met als inspiratiebron het Land van Cuijk.

## Bekroningen
- 1954 - Verzetsprijs van de Stichting Kunstenaarsverzet
- 1959 - Culturele prijs van de gemeente Arnhem

- Biografisch Portaal: 44523604
- Gemeinsame Normdatei: 119327279
- International Standard Name Identifier: 0000 0000 7860 6791
- Library of Congress Control Number: n95112707
- Nederlandse Thesaurus van Auteursnamen: 074357190
- RKD-Nederlands Instituut voor Kunstgeschiedenis: 73789
- Union List of Artist Names: 500394370
- Virtual International Authority File: 63263352
- WorldCat: E39PBJxhpYbwJ7M4DtTftVhJXd